# Philatelistische Bibliothek Hamburg
Die Philatelistische Bibliothek Hamburg e. V. ist eine Spezialbibliothek, die sich mit Philatelie und Postgeschichte beschäftigt. Die Bibliothek ist als privatrechtlicher Verein organisiert, und die Bestände sind öffentlich zugänglich.

## Geschichte
Die Bibliothek entstand aus einem Zusammenschluss der Bestände mehrerer kleiner Sammlungen von hamburgischen Briefmarkenvereinen. Seit ihrer Gründung 1970 ist sie als Verein organisiert und wird von Mitgliedern und ehrenamtlichen Mitarbeitern geführt. Nach 1991 wurde zusätzlich eine hauptamtliche Bibliothekarin als Bibliotheksleitung angestellt. 
Seit ihrer Gründung musste die Bibliothek mehrere Male die Räumlichkeiten wechseln, da der Bestand stark anwuchs; der letzte Umzug fand im Jahr 2000 statt. Zum Jahreswechsel von 2014 auf 2015 wurde bekannt, dass der Zuschuss der „Stiftung zur Förderung der Philatelie und Postgeschichte“ in Höhe von 27.000 Euro pro Jahr an die Bibliothek gestrichen wird, dadurch war der Weiterbetrieb dieser Einrichtung nur noch auf ein weiteres halbes Jahr gewährleistet. Gegen Ende Mai 2015 wurde dann bekanntgegeben, dass die Rettung der Bibliothek gelungen sei. Die Bibliothek zog bis September 2015 an einen neuen Standort in einem hinteren Gebäude der Basedowstraße 12 in Hamburg-Hammerbrook.

## Bestand
Der Bestand umfasst neben den allgemeinen Briefmarkenkatalogen (Bsp. Michel-Kataloge, Scott, Yvert et Tellier) Spezialliteratur zu allen Gebieten und Motiven, Fachzeitschriften und die Veröffentlichungen der philatelistischen Arbeitsgemeinschaften. 2017 umfasste der Bestand 18.991 Bücher und 6.376 Bände mit verschiedenartigen Zeitschriften, mit einem Gesamtbestand von 25.366 Medieneinheiten.

## Nutzung
Mit Ausnahme des Präsenzbestandes steht Nutzern die Ausleihe vor Ort sowie die Fernleihe über andere Bibliotheken zur Verfügung; für angemeldete Mitglieder des Bundes Deutscher Philatelisten besteht die Möglichkeit der direkten Fernleihe.